# Svatý Kříž (Cheb)
Svatý Kříž (německy Heiligenkreuz) je zaniklá osada v okrese Cheb v Karlovarském kraji. Nachází se v katastrálním území Háje u Chebu, blízko hranic s Německem, asi 4 km jihozápadně od centra Chebu. Po druhé světové válce postihl vesnici odsun německého obyvatelstva. Hranice byla uzavřena a v roce začala demolice vesnice. Silniční spojení do Waldsassenu bylo uzavřeno v roce 1948. Do místa vesnice byla umístěna do bývalého objektu k hraničnímu přechodu 21. rota Svatý Kříž pohraničního praporu a brigády Cheb.
Po sametové revoluci se ve vesnici postavilo rozsáhlé asijské tržiště s více než čtyřmi sty prodejních stánků.
Dne 27. června 2006 vznikl na náklady města Cheb při silnici do Německa, v místě signálky, památník „Obětem železné opony“. Památník tvoří dva železné duté sloupce, mezi nimi řetěz, jehož prostřední článek je přetržen. Texty připravila Společnost pro výzkum zločinů komunismu, autorkou textů je spisovatelka Václava Jandečková. Vlastní železný objekt symbolizuje dle autorů Antonína Kašpara a Jaroslava Šusta sílu těch, kteří se pokusili zbavit pout.
V osadě je registrováno 44 čísel popisných. Prochází tudy silnice II/214 a III/2141.
Ve Svatém Kříži se nachází pomník pohraničníka Josefa Ludase.
Historickou památkou osady je smírčí kříž zdobený geometrickým reliéfem.

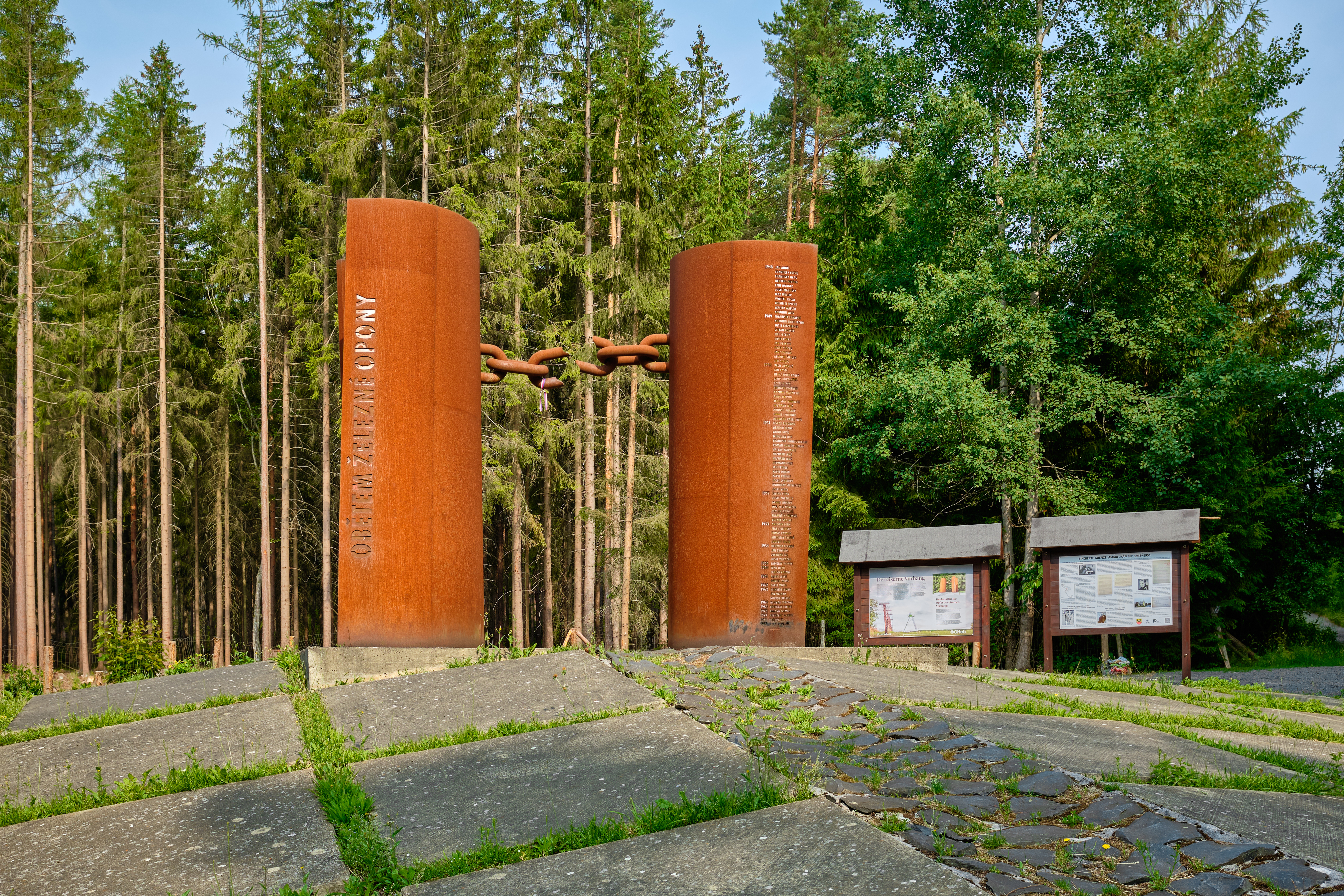
Památník Obětem železné opony